# Lascotonus malaccensis
Lascotonus malaccensis is een keversoort uit de familie somberkevers (Zopheridae). De wetenschappelijke naam van de soort werd in 1944 gepubliceerd door Heinze.